# Plectris setisparsa
Plectris setisparsa är en skalbaggsart som beskrevs av Bates 1887. Plectris setisparsa ingår i släktet Plectris och familjen Melolonthidae. Inga underarter finns listade i Catalogue of Life.